# Jan Byrczek
Jan Byrczek (* 23. Juni 1936 in Chełmek; † 10. November 2019 in Myślenice) war ein polnischer Jazzmusiker (Kontrabass) und Journalist.

## Leben und Wirken
Jan Byrczek wuchs in der Nähe von Jaworzno auf. Im Alter von fünf Jahren begann er, Akkordeon zu spielen. 1949 konnte er dank eines Stipendiums an einer Musikschule in Krakau Kontrabass lernen. Er studierte an der dortigen Musikakademie.
Die erste Jazzband, in der Byrczek spielte, war Kolorowy Jazz, gegründet 1956. Bereits kurz danach trat er u. a. in der Gruppe Jazz Bevers von Jan „Ptaszyn“ Wróblewski und, beim Jazz Jamboree 1958, im Trio von Krzysztof Komeda. Des Weiteren war er Mitglied des Trios von Andrzej Trzaskowski, des Quartetts von Andrzej Kurylewicz und des Sextetts von Jerzy Milian. Aufgrund einer Erkrankung der Hände musste er relativ früh seine aktive Musiker-Karriere beenden.
In den 1960er Jahren war er Präsident der Polnischen Jazzföderation (Polska Federacja Jazzu), seit 1972 Mitgründer und Generalsekretär der Europäischen und später der Internationalen Jazzföderation. In den 1970er Jahren emigrierte er in die USA. 1965 gründete er die einflussreichste polnische Jazzzeitschrift, Jazz Forum, deren Chefredakteur er bis 1979 war. 1990 wurde er erneut für ein Jahr Präsident der Polnischen Jazzvereinigung.
Ende der 1980er Jahre wurde Byrczek Vorstandsmitglied von Amerbank in Polen.

## Diskografische Hinweise
- Andrzej Trzaskowski Trio Concert in Warsaw (1959)
- Andrzej Kurylewicz Quartet Somnambulicy (1961)
- Zbigniew Namysłowski Sextet (1963)
- Zbigniew Namysłowski Quintet (1964)